# Henrik Mohn
Henrik Mohn (Bergen, 15 de mayo de 1835 - Oslo, 12 de septiembre de 1916) fue un astrónomo y meteorólogo noruego.

## Biografía
Inició su formación académica con estudios de Teología, pasando más tarde a estudiar física tras asistir charlas sobre la materia. Cursó la carrera de Ciencias físicas en la Universidad de Oslo, donde más tarde fue profesor de Astronomía y Mineralogía. Fue responsable del Instituto Meteorológico noruego en el periodo de 1866 a 1913.

## Trayectoria
Desde su puesto de profesor universitario, pronto se interesó por la meteorología. Su primer artículo sobre el terreno, Stormene i Christiania fra 1837 til 1863, se publicó en 1863 en la revista Polyteknisk Tidsskrift, de la que había sido editor entre 1859 y 1862. Ayudó a fundar el Instituto Meteorológico de Noruega en 1866 y se convirtió en su director desde el primer momento. Al mismo tiempo, fue nombrado profesor en la Royal Frederick University. Una de sus obras más importantes, Om Vind og Veir. Meteorologiens Hovedresultater, fue publicada en 1872 y traducida a siete idiomas. Su obra principal fue Études sur les mouvements de l'atmosphère, escrita entre 1876 y 1880 junto con el matemático Cato Maximilian Guldberg. En él, utilizaron la hidrodinámica y la termodinámica para describir y explicar los fenómenos meteorológicos. 
El investigador dio una orientación meteorológica a sus estudios y suministró los equipamientos utilizados en meteorología para varias expediciones polares. Desarrolló una teoría de deriva polar utilizada por el explorador Fridtjof Nansen en su tentativa de alcanzar el Polo Norte con la Expedición Fram (1893–1896).
Mohn había participado en la Expedición al mar del Norte de 1876 a 1878. Además de realizar investigaciones, tomó interés por algo que había perseguido desde su más tierna juventud: la pintura amateur. Una pintura de la isla de Jan Mayen se utilizó más tarde para un sello noruego emitido en 1957.
Publicó un estudio en 1915 sobre las observaciones meteorológicas obtenidas en la Expedición Amundsen al Polo Sur.

## Reconocimientos
Desde 1861, Mohn fue miembro de la Academia Noruega de Ciencias y Letras, y desde 1870 de la Real Sociedad Noruega de Ciencias y Letras. En su homenaje, Nansen llamó islas de Mohn a un archipiélago en el mar de Kara.